# Újbarok
Újbarok é um município da Hungria, situado no condado de Fejér. Tem 1,49 km² de área e sua população em 2015 foi estimada em 395 habitantes.